# Vil·la Remei
La Vil·la Remei és una obra del municipi de Sitges (Garraf) inclosa en l'Inventari del Patrimoni Arquitectònic de Catalunya.

## Descripció
Edifici entre mitgeres de planta irregular amb un petit jardí situat a la part esquerra, des d'on s'accedeix a l'habitatge. Consta de planta baixa i un pis. A la façana que dona a la carretera hi ha, a la part inferior, dues obertures d'arc de mig punt amb ampit convex i protegides per una reixa. Al primer pis, un balcó ocupa tota la façana. Té baranes de ferro i tres obertures rectangulars. Sota el balcó s'estén una imposta amb decoració floral. L'edifici es corona amb una cornisa sostinguda per cartel·les i una barana d'obra amb obertures circulars. La coberta és plana i forma un terrat, d'on ressurt una petita torratxa.
La façana és arrebossada imitant encoixinat pla.

## Història
Segons consta a l'Arxiu Històric de Sitges, el 14 de març de 1911, Joan Bassa i Careny va demanar permís per edificar una casa al terreny de la seva propietat situat a la carretera de Barcelona - Santa Creu de Calafell. L'Ajuntament va aprovar el projecte el 16 de març del mateix any i un temps més tard, el 22 de juny, va donar-hi el vistiplau el "Cos Nacional d'Enginyers de Camins, Canals i Ports de la província de Barcelona".
El projecte original que constava de planta i pis amb balcó de dues obertures, es va ampliar en portar a terme l'obra, i va passar a ser de planta i pis amb balcó de tres obertures, sense modificar la decoració.
En l'actualitat l'edifici ha perdut la seva funció d'habitatge i s'utilitza com a botiga d'antiguitats.